# Internazionali Tennis Val Gardena Südtirol 2012
Gli Internazionali Tennis Val Gardena Südtirol 2012 sono stati un torneo professionistico di tennis maschile giocato sul cemento indoor. È stata la 3ª edizione del torneo, facente parte dell'ATP Challenger Tour nell'ambito dell'ATP Challenger Tour 2012. Si è giocato a Ortisei in Italia dal 5 all'11 novembre 2012.

## Partecipanti ATP

### Teste di serie
| Nazionalità | Giocatore              | Ranking* | Testa di serie |
| ----------- | ---------------------- | -------- | -------------- |
| Italia      | Andreas Seppi          | 22       | 1              |
| Germania    | Benjamin Becker        | 79       | 2              |
| Italia      | Simone Bolelli         | 84       | 3              |
| Stati Uniti | Rajeev Ram             | 94       | 4              |
| Germania    | Philipp Petzschner     | 104      | 5              |
| Francia     | Édouard Roger-Vasselin | 107      | 6              |
| Canada      | Vasek Pospisil         | 109      | 7              |
| Belgio      | Ruben Bemelmans        | 112      | 8              |

- 1 Ranking al 29 ottobre 2012.

### Altri partecipanti
Giocatori che hanno ricevuto una wild card:
- Simone Bolelli
- Laurynas Grigelis
- Patrick Prader
- Andreas Seppi

Giocatori che sono passati dalle qualificazioni:
- Marin Draganja
- Sandro Ehrat
- Pierre-Hugues Herbert
- Alessandro Petrone

## Campioni

### Singolare
- Benjamin Becker ha battuto in finale  Andreas Seppi con il punteggio di 6–1, 6–4

### Doppio
- Karol Beck /  Rik De Voest hanno battuto in finale  Rameez Junaid /  Michael Kohlmann con il punteggio di 6–3, 6–4